# Joseph Dettlinger
Joseph Dettlinger (* 10. September 1865 in Heuweiler; † 5. April 1937 in Freiburg im Breisgau) war ein badischer Holzbildhauer, der in Freiburg im Breisgau wirkte und vor allem für seine geschnitzten Altäre bekannt ist. Seine Vorbilder waren spätgotische Meister wie Tilman Riemenschneider.

## Leben
Dettlinger wurde bei Wilhelm Walliser (1831–1898) ausgebildet und machte sich 1896 selbstständig. Dettlingers Freiburger Werkstatt in der Deutschordensstraße 5 in Freiburg-Herdern wurde von seinem Sohn Josef Georg Dettlinger (1898–1975) und seinem Enkel Josef Konrad Dettlinger (1930–2008) fortgeführt und besteht unter dem Namen „Dettlinger Bildhauer-Atelier Nachf. Helmut Kubitschek“ weiter.

## Werk

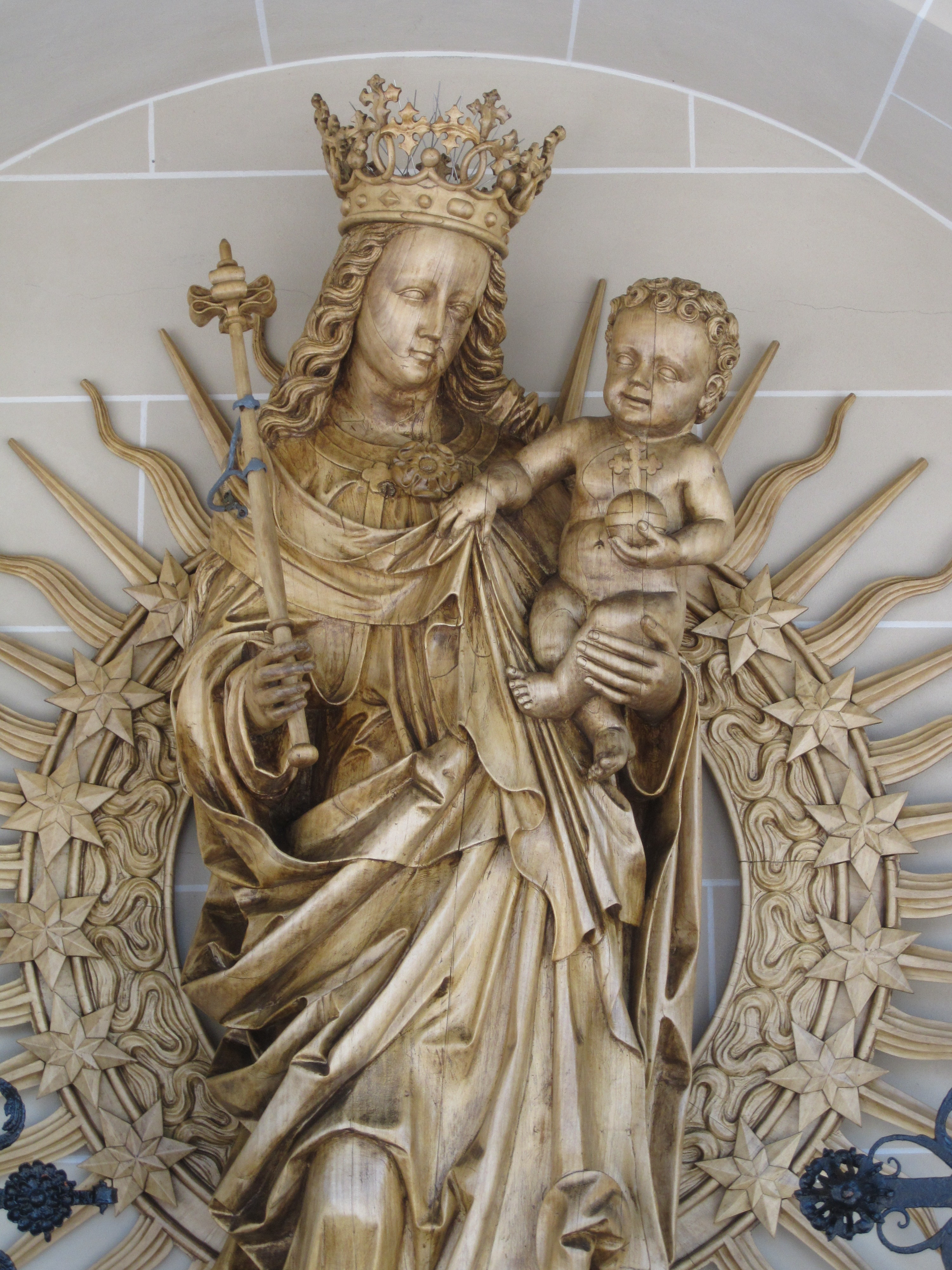
Madonna am Grabmal der Architektenfamilie Meckel

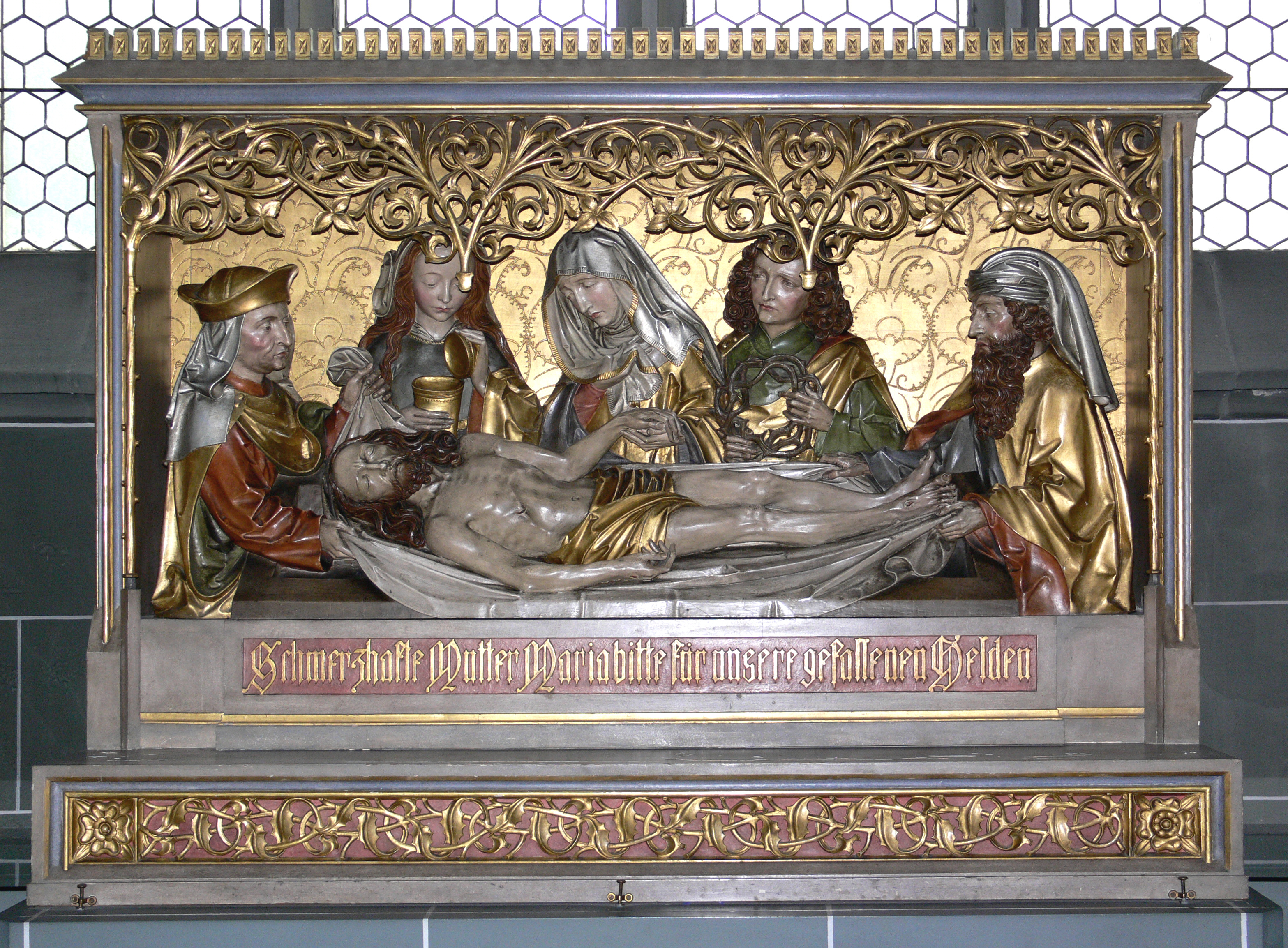
Heilig-Grab-Altar der Ulmer Georgskirche

Dettlinger arbeitete häufig mit dem Freiburger Architekten Max Meckel und dessen Sohn Carl Anton Meckel zusammen. Im Rahmen dieser Zusammenarbeit entstanden viele Werke Dettlingers, an denen teilweise auch die Freiburger Kirchenmaler Carl Philipp Schilling und Franz Schilling beteiligt waren:
- vier Seitenaltäre für die Karlsruher Bernharduskirche (1921 bis 1936)[6]
- Orgelprospekt für die ehemalige Klosterkirche in Gengenbach (bis 1899, in Zusammenarbeit mit Orgelbau Schwarz) sowie die ersten beiden Seitenaltäre (1902)[7]
- Kruzifix und Altar für die Hofstettener Grabkapelle von Heinrich Hansjakob sowie eine Madonna aus dem Backtrog (Backmuldenmadonna) seines Urgroßvaters[1] (1901/1902)
- Ausgestaltung der Magdalenenkapelle auf dem Freiburger Hauptfriedhof (bis 1905)[8]
- Kruzifix außen, Marien- und Antoniuskapelle sowie Kopie des Basler Kreuzaltars an der Freiburger Martinskirche (ab 1893, Zusammenarbeit mit Schilling)[9]
- Hochaltar, Marienaltar, Josefsaltar und Orgelprospekt für das Neustädter Münster (um 1900)[10] Josephsaltar enthält Bildnis von Max Meckel[11]
- Altäre in der katholischen Pfarrkirche St. Blasius im Unterglottertal (Ausnahme: Hochaltar von J. Rothermund)[12]
- Hochaltar für die katholische Pfarrkirche St. Bonifatius in Emmendingen (1912, Zusammenarbeit mit Kunstmaler Schultis)[13]
- Hochaltar der St.-Josefs-Kirche in Lörrach-Brombach
- Seitenaltar in der katholischen Pfarrkirche St. Fides in Grafenhausen nach dem Vorbild des Altars aus der Locherer-Kapelle im Freiburger Münster[14]
- Kanzel und Kreuzweg in der katholischen Pfarrkirche St. Felix und Regula in Oberreute[15]
- Heilig-Grab-Altar für die Ulmer Georgskirche[16]
- Flügelaltäre, Kanzel, Beichtstühle und Taufstein für die Heiliggeistkirche zu Basel[17]
- Marienfigur für die Grabstätte der Meckels auf dem Freiburger Hauptfriedhof[18]
- Lebensgroße Apostelfiguren in der Sinzheimer Kirche St. Martin mit jeweils 2,15 Metern Höhe[19]

Für die Pfarrkirche St. Mariä Himmelfahrt im Ehrenkirchener Ortsteil Kirchhofen schuf er, neben dem Herz-Jesu-Altar, einen Zyklus von Apostelfiguren nach dem Vorbild des Meisters von Blutenburg. Lediglich die Figuren von Petrus und Paulus stammen von seinem Kollegen Fidel Sporer.
Für die Pfarrkirche St. Michael in Haslach kopierte er 1909 die Figuren am Triumphkreuz der Klosterkirche Wechselburg.

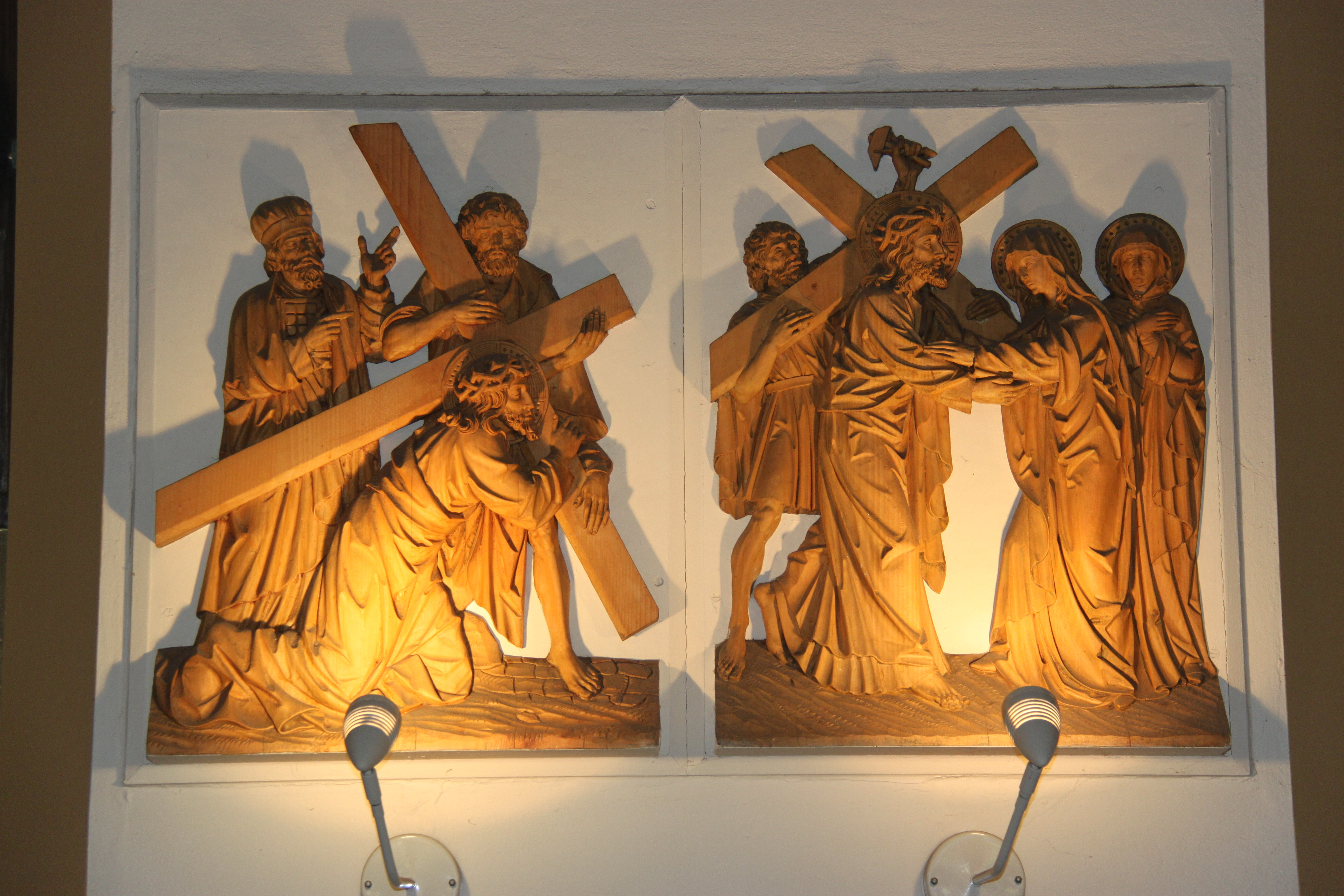
Teil des Kreuzwegs in Sydney

Für die Freiburger Georgskirche kopierte Dettlinger den spätgotischen Flügelaltar aus der Kirche Heiliges Kreuz in Kaysersberg im Elsass. Er war im Jahr 1518 von Hans Bongart aus Colmar gefertigt worden. Motive hiervon verwendete Dettlinger für den Kreuzweg in der Pfarrkirche Unserer Lieben Frau in der Karlsruher Südstadt, die weitere Werke Dettlingers enthält. Eine Kopie des Kreuzwegs befindet sich in der Hausacher Stadtkirche St. Mauritius. Die Kirche St. Francis Xavier in der Pfarrei Lavender Bay im australischen Sydney besitzt einen Kreuzweg Dettlingers aus den 1860er-Jahren.
1930 stattete er die Marienkapelle in Badenweiler mit einem Altar aus.
Für den frühbarocken linken Seitenaltar der ehemaligen Wilhelmiten-Klosterkirche in Oberried bildete Dettlinger 1932 eine spätgotische Figur in der Pfarrkirche St. Felix und Regula in Reute nach.
Weitere Werke Dettlingers sind das Kreuz im großen Sitzungssaal des Erzbischöflichen Ordinariats in Freiburg, das Mittelstück der Weihnachtstafel zum Hochaltar der Schlosskapelle Stegen, heute im dortigen Schloss, sowie der Hochaltar des Kirchleins im Bonndorfer Ortsteil Brunnadern. Die Konstanzer Kirche St. Stephan erhielt von Dettlinger im Zuge der Innenrenovation von 1905 bis 1917 sechs geschnitzte Hochreliefs für die neue Decke aus Lärchenholz. Zu der gut erhaltenen, vorwiegend aus den letzten Jahrzehnten des 19. Jahrhunderts stammenden Ausstattung der Pfarrkirche St. Hilarius in Bollschweil trug Dettlinger nach 1905 einen kreuztragenden Jesus, eine Ölberggruppe, eine Pietà sowie Statuen der heiligen Antonius von Padua und Franz von Assisi bei. Die Heilig-Kreuz-Kirche in Knielingen, einem Stadtteil von Karlsruhe, erhielt 1925 eine Maria aus Dettlingers Werkstatt. In der Kirche St. Vinzenz in Liel hängen an der Stirnwand des Altarraums zwei von ihm geschaffene Skulpturen von Maria und Johannes zuseiten eine Missionskreuzes.